# Наконечна Віра Михайлівна
Віра Михайлівна Наконе́чна (англ. Vira Nakonechna; нар. 18 липня 1947, Ганновер) — американська майстриня української художньої вишивки, ткацтва та бісероплетіння, педагог; член Спілки української молоді в Америці з 1975 року, Союзу українок Америки з 1979 року та Товариства національної спадщини у галузі українського народного мистецтва.

## Життєпис
Народилася 18 липня 1947 року в місті Ганновері (нині Німеччина) у таборі для переміщених осіб, де її батьки опинилися після закінчення Другої світової війни. 1949 року їх сім'я переїхала до Бразилії у місто Порту-Алегрі.
З 1962 року — у Сполучених Штатах Америки, де оселилася у Філадельфії. Вишивати навчалася у своєї матері Марії Заник та у 1965 році на приватних курсах у Євдокії Сороханюк.
З 1975 року проводила майстер-класи з українського народного мистецтва, з 1989 року викладала народне мистецтво у Студійному осередку української культури при Менор коледжі у Філадельфії. Після 1990 року майже щорічно приїздила в Україну з метою вивчення народного мистецтва.

## Творчість
Працює в галузі прикладного мистецтва: пише писанки; вишиває серветки, скатертини, сорочки; тче крайки, гарасівки, пояси, запаски; створює прикраси з бісеру; робить шкіряні гуцульські кептарі. З 1980-х років займається реконструкцією українського національного вбрання, зокрема сардаків, головних уборів.
Роботи майстрині виставлялися у 2010 році у Києві в Музеї Івана Гончара, у 2012, 2018 роках у Філадельфії.
2012 року отримала відзнаку Національного фонду мистецтва США.

## Виноски
1. ↑  Родом із села Красилівки на Покутті[2].
2. ↑  Родом із Верховини[3].